# Uturoa
Uturoa est une commune de Polynésie française au nord de Raiatea, située dans les îles Sous-le-Vent dans l'archipel de la Société. Elle est le chef-lieu de la subdivision des îles Sous-le-Vent. La commune d'Uturoa est créée en 1945, ce qui en fait la deuxième plus ancienne municipalité de Polynésie française. Elle ne comprend aucune commune associée. Uturoa héberge de nombreuses structures administratives.

## Géographie

### Situation
Le territoire de la commune se situe au Nord de l'île de Raiatea. Ce territoire est très restreint par rapport à l'étendue de l'île, et se voit limité par une faible bande de terrain plat entre le rivage et les collines.
Le mont Orotaio est le point le plus élevé de la commune, son sommet atteignant les 479 m. Un autre relief, le Tapioi, surplombe la ville. 

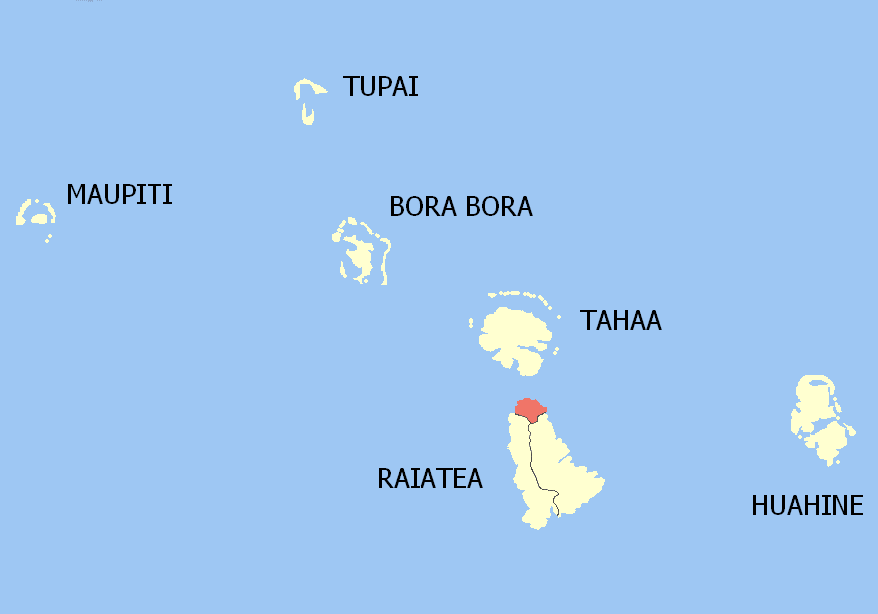
Commune de Uturoa, île de Raiatea.

Carte des îles de Tahaa et Raiatea.

## Histoire

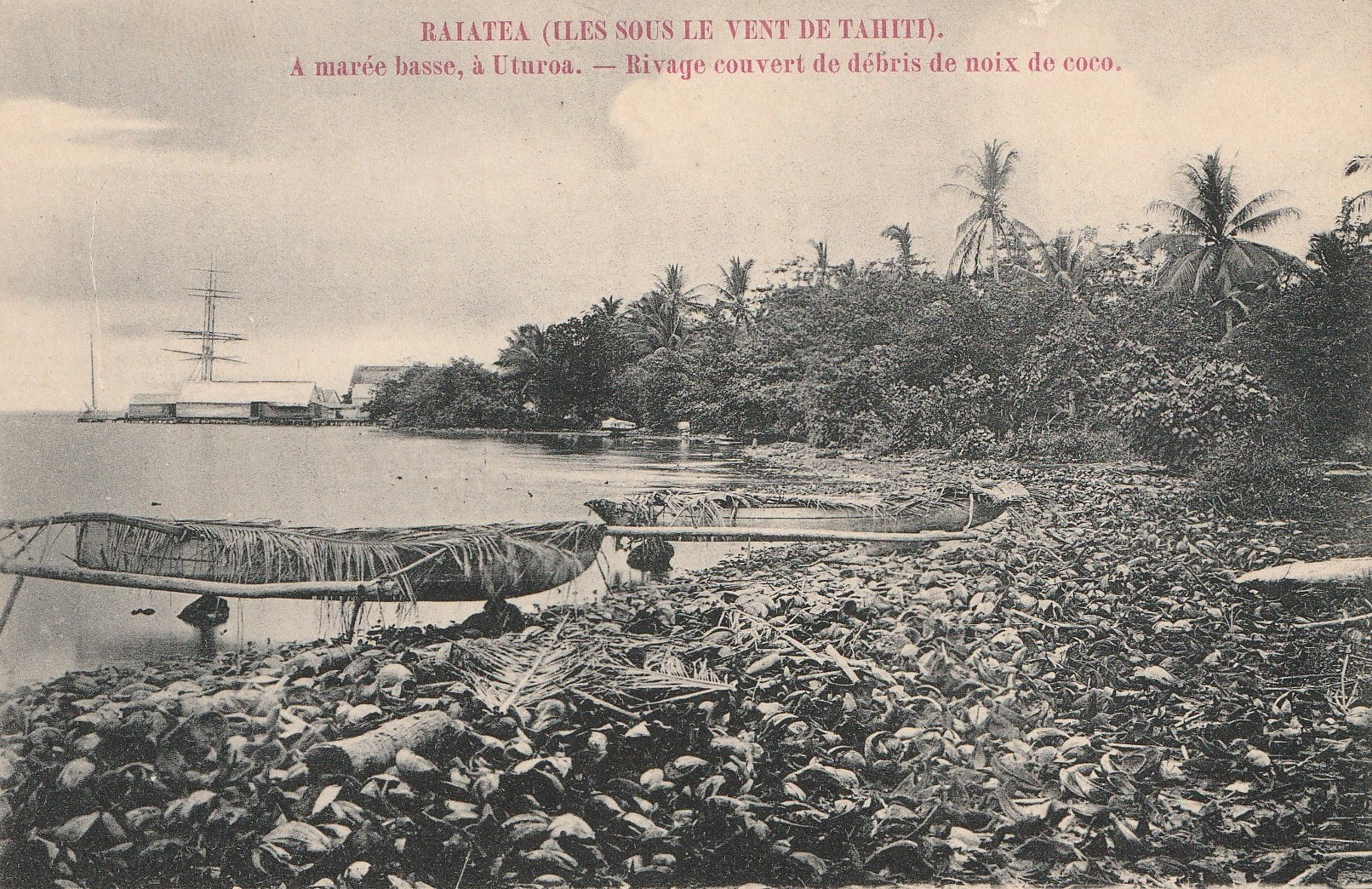
À marée basse, à Uturoa. Rivage couvert de débris de noix de coco (vers 1895).

## Politique et administration

### Liste des maires
| Période                                  | Période              | Identité                  | Étiquette                 | Qualité                                                                                                   |
| ---------------------------------------- | -------------------- | ------------------------- | ------------------------- | --- |
| Les données manquantes sont à compléter. |                      |                           |                           | |
| 1945                                     | 1959                 | Marcel Tixier (1887-1960) | Union tahitienne puis UTD | Commerçant Membre de l'Assemblée territoriale (1946 → 1960)                                               |
| 1959                                     | janvier 1969 (décès) | Mate Hart                 |                           | Armateur et entrepreneur                                                                                  |
| janvier 1969                             | mars 2008            | Philippe Brotherson       | Sans étiquette            | Propriétaire Membre de l'Assemblée territoriale (1972 → 1986)                                             |
| mars 2008                                | 2020                 | Sylviane Terooatea        | Tahoeraa huiraatira       | Membre de l'Assemblée de la Polynésie française (2004 → 2013 puis 2018 → )                                |
| juillet 2020                             | avril 2021           | Matahi Brotherson         | Tapura huiraatira         | |
| 8 avril 2021                             | 28 juin 2021         | Délégation spéciale       |                           | Présidée par Alain Astre, avec Frédéric Ducher comme vice-président et Jean-Marie Schemith comme délégué. |
| 28 juin 2021                             | En cours             | Matahi Brotherson         | Tapura huiraatira         | Réélu lors de l'élection municipale partielle du 20 juin 2021.                                            |

## Population et société

### Démographie
L'évolution du nombre d'habitants est connue à travers les recensements de la population effectués dans la commune depuis 1971. À partir de 2006, les populations légales des communes sont publiées annuellement par l'Insee, mais la loi relative à la démocratie de proximité du 27 février 2002 a, dans ses articles consacrés au recensement de la population, instauré des recensements de la population tous les cinq ans en Nouvelle-Calédonie, en Polynésie française, à Mayotte et dans les îles Wallis-et-Futuna, ce qui n’était pas le cas auparavant. Pour la commune, le premier recensement exhaustif entrant dans le cadre du nouveau dispositif a été réalisé en 2002, les précédents recensements ont eu lieu en 1996, 1988, 1983, 1977 et 1971.
En 2017, la commune comptait 3 736 habitants, en augmentation de 1,05 % par rapport à 2012
| 1971  | 1977  | 1983  | 1988  | 1996  | 2002  | 2007  | 2012  | 2017  |
| ----- | ----- | ----- | ----- | ----- | ----- | ----- | ----- | ----- |
| 2 704 | 2 517 | 2 733 | 3 098 | 3 421 | 3 575 | 3 778 | 3 697 | 3 736 |

| 2022  | - | - | - | - | - | - | - | - |
| ----- | - | - | - | - | - | - | - | - |
| 3 663 | - | - | - | - | - | - | - | - |

### Équipements et services publics
L'agglomération d'Uturoa, principale localité de l'île, et chef-lieu administratif des îles Sous-le-Vent, est devenue le deuxième pôle urbain et commercial de Polynésie.
Au cours des années 1960, l'aéroport de Raiatea et le lycée d'Uturoa (1961) sont construits sur le territoire de la commune. Aujourd'hui, Uturoa est dotée de trois écoles primaire et maternelle, de deux collèges, d'un lycée technologique, du lycée d'Uturoa, de deux lycées professionnels.

## Économie
La commune dispose de deux marinas de plaisance, et d'un port rénové à la fin des années 1990, qui permet d'assurer un transport maritime de frêt et de passagers, ainsi que l'accostage des navires de croisières.
La ville d'Uturoa est également un pôle commercial pour le couple d'îles Raiatea-Tahaa, et est équipée d'un marché couvert permettant la commercialisation des productions agricoles et de la pêche côtière.

## Culture locale et patrimoine
- Uturoa est une des étapes de la course de pirogue Hawaiki nui va'a.
- Église Saint-André d'Uturoa.